# بوریس ژیوکوویچ
بوریس ژیوکوویچ (کرواتی: Boris Živković؛ زادهٔ ۱۵ نوامبر ۱۹۷۵) بازیکن فوتبال اهل کرواسی است که در پست مدافع بازی می‌کرد.
از تیم‌‌هایی که در آن بازی کرده‌است می‌توان به باشگاه فوتبال اشتوتگارت اشاره کرد.
وی همچنین در تیم ملی فوتبال کرواسی بازی کرده‌است.